# Antoni Tàpies
Antoni Tàpies (13. prosince 1923 Barcelona – 6. února 2012 Barcelona) byl španělský malíř, sochař a kulturní teoretik katalánské národnosti. Byl představitelem tzv. informelu.

## Život
Narozen do dobře situované rodiny, po studiích na prestižní Německé škole v Barceloně studoval v letech 1943-1946 práva na Barcelonské univerzitě, ale nakonec dal přednost umění a školu nedokončil. Účastnil se aktivně španělské občanské války, která do jeho raných děl dodala politické motivy. Jeho otec byl dokonce načas členem republikánské vlády. Politika už jeho práce nikdy neopustila, často prezentoval odpor k Francovu režimu a myšlenky katalánské identity a autonomie, která se v jeho díle objevuje již od konce 60. let 20. století. Roku 1966 byl kvůli tomu i uvězněn.
Roku 1948 spoluzakládal umělecké hnutí Dau al Set, které mělo blízko k surrealismu a dadaismu. Jeho díla z této doby byla ovlivněna především Maxem Ernstem, Paulem Klee a Joanem Miró. Nakonec se přiklonil k informelu, který mu umožnil nejsvobodněji experimentovat s materiály – do klasické olejové malby implementoval rozdrcený mramor, latex apod. Tato technika nazývaná „pintura matèrica“ ho proslavila. Poprvé Tàpies vystavoval v roce 1948 na výstavě „Salo d’Octubre“ v Barceloně. První samostatnou výstavu měl roku 1950 v barcelonské Galeries Laietanes. V 50. letech žil v Paříži, kde se seznámil s uměleckým kritikem a kurátorem Michelem Tapié (podobnost jejich jmen byla náhodná). Ten se stal velkým propagátorem jeho děl. Do Paříže se často vracel, byť celý život prožil v rodné Barceloně.
V pozdnějších pracích do svých obrazů inkorporoval stále masivnější objekty, například části nábytku. Krom informelu byl ovlivněn v pozdější etapě své tvorby i pop artem, tachismem či abstraktním expresionismem. Úzce spolupracoval s umělci, jako byli Enrique Tábara, Antonio Saura či Manolo Millares.
Svá teoretická hlediska shrnul v knihách La pràctica de l’art (1970), L’art contra l’estètica (1974), Memòria personal (1978), La realitat com a art (1982), Per un art modern i progressista (1985), Valor de l’art (1993) či L’art i els seus llocs (1999).
Roku 1981 získal Wolfovu cenu za umění. Byl též držitelem mnoha čestných doktorátů a několika dalších významných cen a ocenění (Medalla d'Or de la Generalitat de Catalunya, Premio Príncipe Asturias de las Artes).